# 沙洋镇
沙洋镇，是中华人民共和国湖北省荆门市沙洋县下辖的一个乡镇级行政单位。

## 行政区划
沙洋镇下辖以下地区：
黄山社区、平湖社区、云龙社区、新河社区、农胜社区、农建社区、长林社区、卷桥社区、洪岭社区、友谊村、闸口村和三峡村。